# Dolin
Dolin je malý neobydlený ostrov u chorvatského pobřeží Jaderského moře. Nachází se v Kvarnerském zálivu, jižně od ostrova Rab. Ostrov Dolin má rozlohu 4,61 km 2 a jeho pobřeží má délku 18,5 km. Délka ostrova v jeho nejdelším směru činí okolo osmi kilometrů. Ze severní strany je zalesněný, z východní strany vystupují bílé skály a ze západní je pokryt křovinatou vegetací. Na severním okraji ostrova se nachází maják. Nejvyšší vrchol ostrova (Samotorac) má nadmořskou výšku 117 m.
Od nejbližšího sídla, vesnice Barbat na Rabu, je vzdálený 600 m. Od něj je oddělen tzv. Barbatským průlivem.